# Příhody lišky Bystroušky
Příhody lišky Bystroušky (en txec, La guineueta astuta) és una òpera en tres actes de Leoš Janáček, amb llibret del mateix compositor, que es va basar en la novel·la en forma de còmic de Rudolf Těsnohlídek i Stanislav Lolek, publicada en capítols al periòdic Lidové noviny (1920). S'estrenà al Teatre Mahen de Brno el 6 de novembre de 1924.

## Nom
El llibret de l'òpera va ser adaptat pel compositor d'una novel·la serialitzada del 1920, Liška Bystrouška, de Rudolf Těsnohlídek, que es va publicar per primera vegada al diari Lidové noviny (amb il·lustracions de Stanislav Lolek). Per al títol de l'òpera, Příhody vol dir contes; lišky és el genitiu de guineu. Bystroušky, també genitiu, és el joc de paraules agut, que té el doble significat de punxegut, com les orelles de guineu, i intel·ligent. L'òpera es va familiaritzar per primera vegada fora de Txecoslovàquia en una adaptació alemanya de 1927 de Max Brod que va proporcionar el nou nom de Das schlaue Füchslein, amb el qual els alemanys encara la coneixen.

## Composició
Quan Janáček va descobrir la història inspirada en el còmic de Těsnohlídek i va decidir convertir-la en una òpera, el 1921, va començar a treballar trobant-se amb l'autor i estudiant els animals. Amb aquesta comprensió dels personatges implicats, els seus 70 anys d'experiència vital i un amor etern i no correspost per la molt més jove, casada amb Kamila Stösslová, va començar a treballar en l'òpera. Va transformar la caricatura originalment còmica en una reflexió filosòfica sobre el cicle de la vida acabant amb la mort de la Guineu titular; com passa amb altres òperes de compositors d'edat avançada, aquesta representa la vida que porta a un retorn a la senzillesa. El treball es va completar el 1923 i la primera edició es va publicar l'any següent a Viena per Universal Edition. L'estrena va tenir lloc el 6 de novembre de 1924 al Teatre Nacional de Brno dirigida per František Neumann, amb Ota Zítek com a director i Eduard Milén com a escenògraf.
L'òpera incorpora música i ritmes folklòrics de Moràvia mentre relata la vida d'una guineu intel·ligent (lectura alternativa: orelles afilades) i la fauna que l'acompanya, així com alguns humans, i les seves petites aventures mentre recorren els seus cicles vitals. Descrita com una òpera còmica, no obstant això, s'ha observat que conté un tema seriós. Les interpretacions de l'obra segueixen sent variades, que van des de l'entreteniment infantil fins a la tragèdia.

## Representacions
La primera actuació no txeca va tenir lloc a Mainz, Alemanya, l'any 1927 en una adaptació de Max Brod sota el títol Das schlaue Füchslein. Brod va descriure l'òpera com un "somni de l'eternitat de la natura i la luxúria de l'amor", però la seva versió va canviar substancialment la història. No va tenir èxit. El 1956 Walter Felsenstein va crear una versió interpretativa més propera a l'original, que es va representar amb èxit a la Komische Oper de Berlín. El 1965, Felsenstein en va fer una pel·lícula amb la Deutscher Fernsehfunk amb Irmgard Arnold en el paper principal, però conservant el títol de Brod Das schlaue Füchslein.
L'òpera va rebre la seva estrena italiana a La Scala el 1958 amb Mariella Adani en el paper principal. L'obra va ser posada en escena per primera vegada a Anglaterra el 1961 per la Sadler's Wells Opera Company (ara l'⁣Òpera Nacional anglesa) amb June Bronhill al títol, encara que amb un tenor com a Guineueta (Kevin Miller); el director va ser Colin Graham, amb el director Colin Davis, i els dissenys d'escenografia i vestuari de Barry Kay. Una producció de David Pountney va ser muntada per les tres companyies nacionals del Regne Unit a la dècada de 1980, primer amb l'Òpera Escocesa al Festival d'Edimburg de 1980, després amb l'Òpera Nacional de Gal·les a Londres l'any següent i finalment amb l'Òpera Nacional anglesa el juny de 1988; El 1981, l'⁣Òpera de Nova York va muntar una producció en anglès basada en imatges creades per Maurice Sendak i dirigida per Michael Tilson Thomas en el seu debut de la companyia. La va protagonitzar la soprano Gianna Rolandi com Vixen Sharp-Ears i el baríton Richard Cross com el Forester. L'Òpera del Festival de Glyndebourne la va posar en escena el 2012, dirigida per Melly Still, i es va incloure un renaixement al Festival de Glyndebourne el 2016 amb Christopher Purves com a Forester i Elena Tsallagova com a Vixen, el director Jakub Hrůša i l'⁣Orquestra Filharmònica de Londres. El maig de 2014 la Cleveland Orchestra, dirigida per Franz Welser-Möst, va interpretar una versió innovadora dirigida per Yuval Sharon. Aquesta producció va retornar l'òpera a les seves arrels mitjançant l'ús d'animació i videojocs dibuixats a mà pels artistes Bill Barminski i Christopher Louie de Walter Robot Studios. La producció va incloure l'ús de retalls de carnaval forats a la paret per col·locar els caps dels cantants als cossos animats dels personatges animals.

## Rols
| Rol | Tipus de veu           | Estrena repartiment, 6 de novembre de 1924 (Director: František Neumann) |
| --- | ---------------------- | ------------------------------------------------------------------------ |
| Orelles afilades (Bystrouška) la Guineu                                                                           | soprano                | Hana Hrdličková-Zavřelová                                                |
| Banda d'or (Zlatohřbítek) la guineu                                                                               | soprano o mezzosoprano | Božena Snopková                                                          |
| Forester (Revírník)                                                                                               | baríton                | Arnold Flögl                                                             |
| Parson | baix                   |                                                                          |
| Mestre d'escola                                                                                                   | tenor                  | Antonín Pelc                                                             |
| Harašta, un comerciant d'aus de corral                                                                            | baix                   | Ferdinand Pour                                                           |
| Rols secundaris:                                                                                                  |                        |                                                                          |
| La dona de Forester                                                                                               | contralto              |                                                                          |
| Lapák, un gos | mezzosoprano           | Marta Dobruská                                                           |
| Chocholka, una gallina                                                                                            | soprano                | Vlasta Kubiková                                                          |
| Gall | soprano                |                                                                          |
| Rols de bits: |                        |                                                                          |
| Pepík, nét de Forester                                                                                            | soprano                | Bozena Polaková                                                          |
| Frantík, amic de Pepík                                                                                            | soprano                | Milada Rabasová                                                          |
| Pásek, un hostaler                                                                                                | tenor                  | Bedrich Zavadil                                                          |
| Mrs. Páskova, la dona de Pásek                                                                                    | soprano                | Jelena Jezicová                                                          |
| Jove Vixen Bystrouška                                                                                             | soprano infantil       |                                                                          |
| Cricket | soprano infantil       |                                                                          |
| Granota Jove | soprano infantil       |                                                                          |
| Llagosta | soprano infantil       |                                                                          |
| Jay | soprano                |                                                                          |
| Òliba | contralto              |                                                                          |
| Picot | contralto              |                                                                          |
| Mosquit | tenor                  |                                                                          |
| Teixó | baix                   |                                                                          |
| Rols del cor: |                        |                                                                          |
| Gallines | cor de dones (SA)      |                                                                          |
| Criatures del bosc                                                                                                | cor de dones (SA)      |                                                                          |
| La veu del bosc                                                                                                   | cor mixt (SAATTBB)     |                                                                          |
| Cadells de guineu                                                                                                 | cor [infantil].        |                                                                          |
| Rols de ballet:                                                                                                   |                        |                                                                          |
| Libélula blava, mosquits, aparició de la guineu com a nena, eriçó, esquirols, una guineu jove, criatures del bosc |                        |                                                                          |

Segons les instruccions de la partitura, el mateix cantant pot interpretar quatre parells de papers: Parroc/teixó, mestre d'escola/mosquit, dona forestal/mussol i gall/Galla Més tard, Janácek va requerir que Lapák, Rooster i Chocholka fossin cantats per "nenes d'aproximadament quinze anys".

## Argument
Lloc i temps: poble i bosc morau en una època indeterminada.

### Acte I
Al bosc l'agitació dona pas a la calma quan un guardabosc fatigat decideix dormir un poc, que somia en la desitjada Terynka, una bella gitana. Un saltamartí i un grill es posen a cantar; un mosquit vola prop del guardabosc, percaçat per una granota, a la qual se li acosta una guineu. Aterrida, la granota fa un salt i va a parar sobre el nas del guardabosc, el qual es desperta proferint blasmes. La mirada de la guineu recorda al guardabosc la de la bella Terynka: l'atrapa i decideix endur-se-la a casa seva. Poc temps després arriba la tardor.
Gitada davant del racó del gos, la guineu es lamenta. Ha de rebutjar els avanços del gos enamorat, que vol conquistar-la, i també ha de patir els turments a què la sotmeten els tres fills del guardabosc. Plora tot somiant, i somia que es transforma en una bella gitana. Quan l'endemà veu la manera en què les gallines es deixen dominar pel gall, la còlera l'envaeix. Crida les gallines a la revolta. Però aquestes només volen xerrar, i el gall diu que la guineu només vol escapolir-se dels humans per a després poder devorar-los amb total impunitat. Decebuda, la guineu fa un forat a terra i hi jeu, fent-se la morta. Amb la intenció d'esbrinar si realment ha mort, el gall s'acosta. Aleshores la guineu l'atrapa i es fa l'ama de les gallines. Entre els colps del guardabosc i els crits de la seva muller, la guineueta aconsegueix trencar la corda, fa caure al seu amo i fuig bosc endins.

### Acte II
La guineueta ha tornat al bosc feta ja una guineu adulta, i és saludada amb alegria per tots els animals. Com que no disposa d'un cau per a viure, li furta el seu al toixó, el qual vençut però digne, abandona el lloc.
A la posada, el guardabosc, el mestre i el rector parlen de la gitana Terynka, per la qual tots tres senten atracció. En tornar a casa seva, pel mig del bosc, el mestre observa els ulls de la guineu darrere d'un gira-sol. Com que creu veure-hi el rostre de Terynka, el mestre jeu a terra. De seguida apareix el rector, qui somia en un amor de joventut que va amenaçar la seva virtut, però que mai no es va concretar. De sobte, apareix el guardabosc, qui tira uns quants trets a la guineu, amb l'única conseqüència de fer fugir el rector i el mestre.
Al clar de lluna, una magnífica guineu mascle aborda la guineueta. A ell li agrada molt que ella li conti les aventures a casa del guardabosc. Ple d'admiració, la guineu mascle la sedueix, adulant-la: li diu que la seva persona i la seva vida inspiraran òperes senceres. La guineueta sucumbeix a la seducció. Quan la parella abandona el cau de la guineu, ella li diu unes paraules a cau d'orella. Ell, llavors, declara: «Bé, anem immediatament a cal rector!» Entre un gran ballet d'animals, el picot procedeix a la cerimònia de noces.

### Acte III
Un vagabund recorre el bosc a la recerca de cacera. En el moment en què s'afanya a arreplegar una llebre morta, apareix el guardabosc. Llavors, el vagabund li confessa que aviat es casarà. Enfurismat, el guardabosc voldria provar que ha estat el vagabund qui ha matat la llebre, la qual evidentment ha estat morta per les guineus. Aleshores, el guardabosc posa un parany al costat de la llebre. Apareix la guineueta, acompanyada pel seu marit i de llurs cadells, els quals oloren la llebre amb curiositat, però ella els posa en guàrdia davant del perill del parany. Mentre la parella s'abraça tendrament, els cadells juguen tot barallant-se. El vagabund arriba de sobte, amb una cistella plena de gallines. La guineueta comença a coixejar i s'interna al bosc, seguida pel vagabund, qui creu haver trobat una presa fàcil. Deixa la cistella, la segueix, entropessa i cau. Quan retorna al costat de la cistella, amb sang al nas, les guineus ja han fet compte de les gallines. Llavors dispara contra elles, fet que provoca la seva dispersió... però la guineueta jeu a terra.
A la posada, el guardabosc conta al mestre que ha trobat buit el cau de les guineus. L'hostalera explica que el vagabund es casarà amb Terynka, i que la núvia porta una bella pell de guineu que el vagabund li ha regalat. Així és com el guardabosc s'assabenta de la mort de la seva guineueta i de la pèrdua definitiva de la dona que estima. L'endemà, el guardabosc torna al lloc on va robar la guineueta, i s'hi meravella de la bellesa de la natura renovada.

## Música
A part de Les excursions del senyor Brouček, aquesta és l'òpera més lleugera de Janáček i, malgrat la mort de la guineu titular al final de l'obra, contrasta amb la naturalesa sovint brutalment seriosa d'òperes com Jenůfa i Káťa Kabanová. A La guineueta astuta, el compositor es va allunyar de l'estil més conversacional de les òperes anteriors i posteriors a favor d'un estil més folklòric, i va teixir alguns dels seus conceptes d'òpera més experimentals (ballet, mim i interludis orquestrals).
Janáček va basar la tonalitat de La guineueta astuta en els modes (de manera semblant a la gran producció durant la seva darrera dècada), ampliant el rang harmònic de la música mitjançant la utilització dels acords de setena i novena. La composició fa un ús freqüent de ritmes d'influència popular i "sčasovka" (terme creat personalment per a un motiu breu), mentre que s'ha observat que conté semblances amb la música del compositor francès Claude Debussy.
A petició de Janáček, l'escena final de La guineueta astuta es va representar al seu funeral el 1928.

## Enregistraments

### Àudio
| Any     | Elenc (Guineueta, Guardaboscos, Professor, Esposa del guardaboscos, Rector, Guineu)                               | Director, Teatre i orquestra                                                                        | Segell                                                       |
| ------- | --- | --------------------------------------------------------------------------------------------------- | ------------------------------------------------------------ |
| 1957    | Hana Bohmová, Rudolf Asmus, Antonin Votava, Kveta Belanová, Vaclav Halir, Libuse Domaninskayá                     | Václav Neumann, Orquestra i cor del Teatre Nacional de Praga                                        | CD: Supraphon SU 39812 (en txec)                             |
| 1971-72 | Helena Tattermuschková, Zdenek Kroupa, Jan Hlavsa, Slavka Prochazkova, Dalibor Jedlicka, Eva Zikmundová           | Bohumil Gregor, Orquestra i cor del Teatre Nacional de Praga                                        | CD: Supraphon SU 3071-2 (en txec)                            |
| 1975    | Norma Burrowes, Benjamin Luxon, Bernard Dickerson, Enid Hartle, Robert Hoyem                                      | Raymond Leppard, Orquestra Filharmònica de Londres, Cor del Festival de Glyndebourne                | Open Reel Tape - mr. tape 3734 (en anglès, gravació en viu)  |
| 1977    | Eilene Hannan, Thomas Allen, Bernard Dickerson, Enid Hartle, Robert Hoyem                                         | Simon Rattle, Orquestra Filharmònica de Londres, Cor del Festival de Glyndebourne                   | CD: Oriel Music Society OMS 314 (en anglès)                  |
| 1979-80 | Magdaléna Hajóssyová, Richard Novák, Miroslav Frydlewicz, Helena Buldrová, Karel Prusa, Gabriela Beňačková        | Václav Neumann, Orquestra Filharmònica Txeca, Cor Filharmònic Txec, Cor de nens de Kuhn             | CD: Supraphon 10 3471-2 612CDC (en txec)                     |
| 1981    | Helen Field, Phillip Joll, Nigel Douglas, Jennifer Rhys-Davies, Arthur Davies                                     | Richard Armstrong, Orquestra i cor de l'Òpera Nacional Galesa                                       | CD: Oriel Music Society OMS 315 (en anglès, gravació en viu) |
| 1981    | Lucia Popp, Dalibor Jedlicka, Vladimir Krejcik, Eva Zigmundova, Richard Novák, Eva Randová                        | Charles Mackerras, Filharmònica de Viena, Cor de l'Òpera Estatal de Viena                           | CD: Decca (Londres) 417 129-2 (en txec)                      |
| 1990    | Lilian Watson, Thomas Allen, Robert Tear, Gillian Knight, Diana Montague                                          | Simon Rattle, Orquestra i cor del Covent Garden                                                     | CD: EMI CDS 7 54212 2 (en anglès)                            |
| 1999    | Livia Aghová, Ivan Kusnjer, Ludovít Ludha, Sonia de Amicis, Annette Jahns                                         | Zoltán Peskó, Orquestra i cor del Teatro de La Fenice de Venècia                                    | CD: Mondo Musica MFON 22251 (en txec)                        |
| 2002    | Yvette Bonner, Roman Nédélec, Olivier Dumait, Catriona Barr, Paul-Henry Vila, Petra Simkova                       | Alexander Briger, Acadèmia Europea de Música                                                        | CD: Premiere Opera Ltd. CDNO 6172 (en txec)                  |
| 2003    | Margareta Klobucar, Peter Coleman-Wright, Stefan Margita, Ildikó Szönyi, Brian Bannatyne-Scott, Nataliya Kovalova | Vladímir Fedosséiev, Simfònica de Viena, Cor de Cambra de Moscou i Cor de Nens Filharmònic de Praga | CD: VMS Musical Treasures VMS 137 (en txec)                  |
| 2003    | Jenny Ohlson, Rodney Clarke, Andrew Clarke, Matilda Paulsson, Joakim Schuster, Delphine Gillot                    | Charles Mackerras, Royal Academy of Music Sinfonia, Cor Royal Academy of Music Opera                | CD: Royal Academy of Music RAM 022 (en anglès)               |
| 2007    | Lisa Saffer, Héctor Vásquez, Jon Kolbert, Jennifer Root, Bradley Garvin, Fiona Murphy                             | Patrick Summers, Orquestra i cor de la Houston Grand Opera                                          | CD: Live Opera Heaven C 3095 (en anglès, gravació en viu)    |

### Vídeo
| Any  | Elenc (Guineueta, Guardaboscos, Professor, Esposa del guardaboscos, Rector, Guineu)                               | Director, Teatre i orquestra                                                                                                | Segell                                                                                  |
| ---- | --- | --- | --------------------------------------------------------------------------------------- |
| 1965 | Irmgard Arnold, Rudolf Asmus, Werner Enders, Ruth Schob-Lipka, Josef Burgwinkler, Manfred Hopp                    | Václav Neumann, Òpera Còmica de Berlín                                                                                      | DVD (Vídeo): Immortal Opera IMM 960001                                                  |
| 1983 | Gianna Rolandi, Richard Cross, John Lankston, Beverly Evans, Nadia Pelle                                          | Scott Bergeson, Orquestra i cor de la New York City Opera                                                                   | DVD (Vídeo) - House of Opera DVDBB 1020 (en anglès)                                     |
| 1995 | Eva Jenis, Thomas Allen, Josef Hajna, Libuse Márová, Richard Novák, Hana (Hanna Esther) Minutillo                 | Charles Mackerras, Orquestra de París, Cor de Châtelet - Maîtrise des Hauts-de-Seine                                        | DVD (Vídeo): RM Associates ID 5783 RADVD (EUA) ArtHaus Musik 100 240 (Europa) (en txec) |
| 2001 | Christine Buffle, Grant Doyle, Peter van Hulle, Katarina Giotas, Richard Coxon                                    | Kent Nagano, Orquestra Simfònica Alemanya de Berlín, Cor BBC Singers                                                        | DVD (Vídeo): BBC - Opus Arte OA 0839D (en anglès)                                       |
| 2008 | Elena Tsallagova, Jukka Rasilainen, David Kuebler, Michèle Lagrange, Roland Bracht, Hana (Hanna Esther) Minutillo | Dennis Russell Davies, Orquestra de l'Òpera Nacional de París, Cor de l'Òpera Nacional de París- Maîtrise des Haut-de-Seine | DVD (Vídeo) - Medici Arts 3078388 (en txec, grabación en viu)                           |